# 美少女戰士 (1994年歌曲)
美少女戰士是一首1994年的香港粵語歌曲，由黃尚偉作曲，向雪懷填詞，周慧敏、湯寶如、王馨平合唱，為同年無綫電視播放日本動畫《美少女戰士》（第一季）粵語配音版時所用的原創主題曲。

## 創作與製作
美少女戰士由寶麗金的向雪懷擔任監製。時長2分54秒，以
拍的升C大調創作，每分鐘124拍。歌詞方面由向雪懷自己負責，他坦言只看過動畫的一小段，構思初時沒有頭緒，後來反而想起自己的童年回憶《如來神掌》，歌詞中的「明亮像佛光天際初現」即出自「如來神掌」（天佛掌）的招式「佛光初現」，詞中其他如「魔毯」、「天血劍」、「雷電」等事物均是此靈感的引伸，並非出於對動畫的觀感。他認為不需要實在地描寫動畫的情節，應著重反映其留下的正義印象，「你你你快跪下……美少女轉身變 已變成戰士 以愛凝聚力量 救世人跳出生天」這幾句即表達此訊息。:82-84
據向雪懷憶述，初期構思時便決定參照動畫《美少女戰士》本身的故事，採用多名青春美麗女歌手組成臨時女團演繹其主題曲，但當時他旗下歌手只有湯寶如一人符合條件，於是他向公司另一監製黃祖輝借來周慧敏與王馨平。然後他邀請當時回香港不久的黃尚偉負責作曲。:84
此歌收錄於1994年湯寶如的專輯《給世界多一個微笑》。有說同年周慧敏的專輯《紅葉落索的時候……》亦收錄了此歌，按現存資料，此專輯在1995年初發行的日本版《天使の恋人》確實收錄了此歌，但香港版本並未有收錄。

## 評價
無綫電視播映的第一季《美少女戰士》粵語配音版獲得收視佳績，罕見地以下午5:30動畫時段成為收視冠軍，收視率更曾達到當時黃金時段劇集也不易企及的39點。同時此歌亦成為一首經典兒歌、動畫主題曲，而且曲、詞皆屬於本地原創。原唱者周慧敏、湯寶如、王馨平三人在2010年代起仍多次演唱此歌，為觀眾所期待。
作家兼填詞人簡嘉明對此歌有詳細分析。她認為此歌作為動畫主題曲，不一定要以兒歌的標準去判斷，正如動畫本身的受眾亦包括成年人。旋律與編曲屬於1990年代一般流行曲的模式。歌詞方面，有呼應動畫情節的元素，如「為這世界一戰」、「邪道外魔星際飛閃」、「美少女轉身變 已變成戰士」，但詞中並沒有出現劇中美少女戰士們鏡盒、權杖等法寶，反而是向雪懷的個人想像「千里箭」、「魔毯」、「天血劍」等，有趣的是多年來並不見有動漫迷表示不滿的聲音，而這些詞彙配合旋律及押韻，流暢自然，易於令聽眾留下印象。在文學創作角度的可觀之處是，詞中有豐富具體的動態描寫，包括天色的變化（例如「紅日在夜空天際出現」）及人物的動作，「以濃縮準確的文字，密集地描繪人物不同的動作，令歌曲變得多變、生動和有趣」，「豐富聽眾的想像，避免流於只抒情或說理的枯燥」。三位歌手順序唱出「你你你快跪下 看我......」的排句，亦有助加深聽眾的印象，讓歌曲更易琅琅上口。整體而言，這首歌詞的「功能性」大於「表現性」。:85-89

## 獲獎及提名
| 獲獎年份 | 頒獎典禮                                        | 獎項            | 結果 |
| -------- | ----------------------------------------------- | --------------- | ---- |
| 1995     | 無綫電視 群星童聚非常夜（兒歌金曲頒獎典禮1995） | 十大兒歌金曲:85 | 獲獎 |

## 備註
1. ↑  「表現性」按原文是指表現填詞人的思想感情，「功能性」應指吸引聽眾及產生印象的技巧。